# Impatiens brevicornis
Impatiens brevicornis är en balsaminväxtart som först beskrevs av E.Barnes, och fick sitt nu gällande namn av Bhaskar. Impatiens brevicornis ingår i släktet balsaminer, och familjen balsaminväxter. Inga underarter finns listade i Catalogue of Life.